# 機動戦艦ナデシコの登場組織
機動戦艦ナデシコの登場組織（きどうせんかんナデシコのとうじょうそしき）は、アニメ『機動戦艦ナデシコ』及び劇場版『機動戦艦ナデシコ -The prince of darkness-』に登場する組織を記述する。

## 地球連合
月を含む地球圏勢力を編成する超国家的組織であり、いわゆる世界政府。月自治区独立派の紛争後の、22世紀末に「予想される外宇宙生命体との接触に備える。」という名目のもと、国際連合が採択した「地球人類宣言」において発足された。連合宇宙軍が多国籍軍であるとの記述も見受けられることから、従来の国家という枠組みも依然として存在しているようである。
かつて地球側勢力が月自治区の独立運動に不正な内政干渉を行って独立派を追放し、さらに火星まで逃亡した彼らを核兵器まで使って殲滅しようとした歴史を、民衆にはひた隠しにしていた（火星への核攻撃は、一般には火星極冠の氷塊の溶解を促すためと発表された）。そのため木連を木星蜥蜴と呼び、エイリアンとする事で、敵が人類であり、なおかつ過去に地球政府が迫害した月自治区の独立派の人々であるという事実を隠匿しようとした。
木連との休戦後、地球連合は過去の過ちを認めたうえで、2199年3月に木連を加えた新体制、「新地球連合」として再スタートを切る。

### 連合宇宙軍
正式名称は「地球連合宇宙軍」。地球連合には他にも陸・海・空軍が存在するが、宇宙軍所属の機体は重力下でも十分に活動が可能なために規模の大きさなどは圧倒的である。そのため地球連合における主力の軍隊であると言える。
その由来は月独立派との紛争にまでさかのぼるが、この紛争の際に各国に生じた宇宙戦艦等の宇宙軍備を、地球連合の発足とともにそのまま連合宇宙軍として再編成したのが始まりである。そのため宇宙戦艦開発事業を担っていたネルガル重工を筆頭とした重工業系企業と繋がりが深い。
連合宇宙軍は「他の宇宙生命体の侵略に備える」ことを存在理由としていたが、それはあくまで大義名分であり、実際は連合政府内の反乱分子への威嚇であり、地球圏の治安維持であった。
そのため2195年地球に侵攻を開始した木連の、相転移エンジンや重力波砲など古代火星文明の超技術を使用する兵器群の前に大敗してしまう。連合宇宙軍は火星に民間人を残したまま地球まで撤退を余儀なくされ、その後も地球軌道上にビックバリア等の防衛ラインを敷設するなど立て直しを図るが、木連の戦力に対する方策は見出せないでいた。またナデシコを接収しようとして失敗、防衛ラインを悉く突破され、防衛の要であるビックバリアを一部破壊されてしまう失態も犯している。

### 連合陸･海･空軍
主導権を宇宙軍に握られている事もあり、関係は悪い。蜥蜴戦争後は木連軍とともに統合軍へと再編される事になる。

## 新地球連合
木連との休戦後、地球連合は過去の過ちを認めたうえで、2199年3月に木連を加えた新体制、「新地球連合」として再スタートを切る。また、このタイミングに乗じてネルガルと連合宇宙軍の関係を快く思わない反ネルガル企業（クリムゾングループを中心とする）が世論を味方につけ、反ネルガル・反連合宇宙軍運動が活発になる。

### 連合宇宙軍
木連との休戦後は旧地球連合解体、及び新地球連合発足に伴い、再編成された連合宇宙軍は規模が縮小されている。これは先の大戦（蜥蜴戦争）において宇宙軍への戦力の一極集中したことが批判されたことと、また宇宙軍と関係が深く火星極冠の遺跡から得られる超技術を独占しているネルガルを快く思わない反ネルガル企業が強く働きかけたことによるものであった。
劇場版の時点では、新たに設立された統合軍と並立して存続しているが、過渡期であり段階的に連合宇宙軍も解体され統合軍に編入されてゆく予定であった。

### 統合軍
正式名称は「地球連合統合平和維持軍」。旧地球連合の陸・海・空軍及び宇宙軍の一部と木連軍を加え再編され設立された。
新地球連合の発足に乗じてネルガルと連合宇宙軍の関係を快く思わない反ネルガル企業（クリムゾングループを中心とする）が世論を味方につけ、反連合宇宙軍運動が活発になる。これをうけて設立されたのが統合軍である。
劇場版の時点では、連合宇宙軍と並立して存続しているが、段階的に連合宇宙軍も解体され統合軍に編入されてゆく予定であった。しかし、火星の後継者の反乱において統合軍から多数の離反者が出ており、結果的に連合宇宙軍所属の独立ナデシコ部隊が事態を収束させたことなどから、今後どのように変遷してゆくかは不明である。

## 木連
正式名称は「木星圏ガニメデ・カリスト・エウロパ及び他衛星小惑星国家間反地球共同連合体」。地球側は当初、木星蜥蜴（もくせいとかげ）というエイリアンとして、木連側も戦争中盤まで無人艦、無人兵器を中心に運用することで、互いにその正体が人類であることを隠蔽した。
22世紀初頭、月に移り住んだ人々は独自の文化を形成し始める。それは月の地球からの独立運動という形で表面化することになる。直接介入が許されない地球は月側に内部抗争を誘発する工作を行った。それは見事に成功し、月の独立派はテラフォーミングが始まったばかりの火星に逃走する。しかし、独立派の殲滅を狙う地球側は火星に核ミサイルを使用。数少ない生き残った独立派は人類未開の土地、木星へと逃亡することになる。その後、彼等は木星で人類を遥かに凌駕する文明の遺跡を発見する。この文明の技術を使用することで過酷な環境を克服し、国家を建設するに至る。生き残ったものは日本人が多かったために名前が漢字表記の日本名であり、畳など日本的な文化を持つ。
遺伝子改良によって特に優れた者は木連優人部隊としてエリート扱いされる。短距離ながら単独でボソンジャンプも可能でジンシリーズのパイロットを務める事も多い。また、遺伝子改良を繰り返した結果として女性が少なくなってしまっている。
移住時、たまたま持っていた唯一の娯楽が劇中アニメ『ゲキ・ガンガー3』だったがために、『ゲキ・ガンガー3』は木連の聖典と化している。そのため、戦時中・戦闘中だろうとアニメフィルムの修復に勤しんでいる者達もいる。
戦争終結後は新たに設立された新地球連合に参加。また優人部隊も解散となり大多数は統合軍に、一部は宇宙軍に参加する事になった。
熱血クーデター
蜥蜴戦争末期に木連若手将校主導で起こったクーデター。中心人物は月臣元一朗、秋山源八郎ら。名称の由来は月臣が作成した檄文「熱血とは盲信にあらず」から。この事件により木連強硬派の草壁春樹が行方不明となり、穏健派が主流となる。

## 火星の後継者
熱血クーデター後、消息不明となっていた草壁春樹元木連中将を首班として組織された反体制組織。
その目的はボソンジャンプの独占による世界秩序の構築にあり、蜥蜴戦争終結直後から自分がイメージした場所に自由自在にジャンプできるA級ジャンパーの拉致などを行ってきた。またクリムゾングループをはじめとする反ネルガル企業と戦争中から接触しており、ヒサゴプランに多数のメンバーを参加させていた。
2201年8月、ヒサゴプランの中枢であるターミナルコロニー「アマテラス」で蜂起し、火星極冠遺跡を占拠。また統合軍の3割の賛同を得て急速に勢力を拡大した。
なおナデシコのタイトルロゴにある「Martian Successor」を直訳するとこの「火星の後継者」となる。

## ネルガル
地球連合アジア地区最大の企業グループ。そもそもは、日系の銀行が母体となっている。多岐に渡る企業が参画する複合企業（コングロマリット）である。連合各国に巨額の貸し付けをおこなっていたため、政府や軍に対する影響力は強い。連合内では国家にも匹敵する権力を持っていると考えられる。
企業形態等については作品中では詳しくは説明されていないが、会長（統括的な会長職なのか、ネルガル重工の会長なのかは不明）に権力が集中しているような描写もあり、財閥に近い存在であると考えられる。
火星開発に深く関わっており、名前の由来にもなっている（ネルガルとは古代バビロニアの占星術では「火星」を意味する）。また軍需産業の分野でも強い影響力を持つ。
結果、大戦中は莫大な利益を生みだしており、更なる利益拡大を目指し火星に眠る古代火星文明の技術を独占しようとしていた。そのために古代火星文明の技術を応用した初めての戦艦ナデシコによる火星奪還計画、スキャパレリプロジェクトを実行に移す。
大戦終結後は、クリムゾングループを筆頭とする反ネルガル企業に、ボソンジャンプネットワークであるヒサゴプランを確立されるなど、古代火星文明の技術独占は失敗に終わる。また大戦中の行動を批判され、会長も「Ａ級戦犯」とゴシップに揶揄されて表舞台から姿を消す。そうした反ネルガル勢力の台頭の中で、その勢いは急速に失速してゆくこととなる。

### ネルガル重工
ネルガルグループの中核をなす企業。

### アトモ社
ネルガル系列の会社であると推測される。カワサキシティーにある。チューリップを使用した生体ボソンジャンプの実験を行っていた。実験に使用していたチューリップ内より突如出現した「テツジン」と「マジン」によって破壊される。

### ぷろだくしょん ねるがる
ネルガル系列の芸能プロダクション。本編第23話で所属声優の岩崎マリがメグミ・レイナードに身分証を見せていた。ちなみにマリはエリナ・キンジョウ・ウォンとつながっていた。

### ネルガル会長警備部
ネルガルの会長直属の部署で、警備部門を担当している。アカツキはここを通じて、「ユーチャリス」や「ブラックサレナ」等の兵器をアキトに供与していた。
ネルガル会長警備部第3課は、通称「ネルガルシークレットサービス」と呼ばれ、独自の戦闘部隊や機動兵器を有するなど私設軍隊の様相を呈している。月臣やゴートもそこに所属している。

### AKATUKI・電算開発研究所
ネルガル系列の研究施設。ルリがナデシコに乗船する以前にいた所。この施設では「ヒューマン・インターフェース・プロジェクト」が行われており、ルリはそのクラスAAA被検者であった。ちなみにメインスタッフの星野夫妻は養子縁組によりルリの戸籍上の両親にあたる。

### Neriandy
ネルガル系列の楽器メーカーであると推測される。劇場版のコンサートシーンにおいて、ホウメイが使っているキーボードのブランド名に確認できる。